# 卡丽·普雷斯顿
卡丽·普雷斯顿（英語：Carrie Preston，1967年6月21日—），美国女演员。曾获得黄金时段艾美奖剧情类最佳女客串演员。